# Mimosophronica minettii
Mimosophronica minettii là một loài bọ cánh cứng trong họ Cerambycidae.